# Danh sách thập niên, thế kỷ và thiên niên kỷ
Danh sách dưới đây gồm liên kết tới các bài viết chi tiết hơn cho mỗi thập niên, thế kỷ và thiên niên kỷ từ năm 15.000 TCN đến năm 3000.
| Thế kỷ                                   | Thập niên                                | Thập niên                                | Thập niên                                | Thập niên                                | Thập niên                                | Thập niên                                | Thập niên                                | Thập niên                                | Thập niên                                | Thập niên                                |
| Thiên niên kỷ 15 TCN · 15.000–14.001 TCN | Thiên niên kỷ 15 TCN · 15.000–14.001 TCN | Thiên niên kỷ 15 TCN · 15.000–14.001 TCN | Thiên niên kỷ 15 TCN · 15.000–14.001 TCN | Thiên niên kỷ 15 TCN · 15.000–14.001 TCN | Thiên niên kỷ 15 TCN · 15.000–14.001 TCN | Thiên niên kỷ 15 TCN · 15.000–14.001 TCN | Thiên niên kỷ 15 TCN · 15.000–14.001 TCN | Thiên niên kỷ 15 TCN · 15.000–14.001 TCN | Thiên niên kỷ 15 TCN · 15.000–14.001 TCN | Thiên niên kỷ 15 TCN · 15.000–14.001 TCN |
| Thiên niên kỷ 14 TCN · 14.000–1.001 TCN  | Thiên niên kỷ 14 TCN · 14.000–1.001 TCN  | Thiên niên kỷ 14 TCN · 14.000–1.001 TCN  | Thiên niên kỷ 14 TCN · 14.000–1.001 TCN  | Thiên niên kỷ 14 TCN · 14.000–1.001 TCN  | Thiên niên kỷ 14 TCN · 14.000–1.001 TCN  | Thiên niên kỷ 14 TCN · 14.000–1.001 TCN  | Thiên niên kỷ 14 TCN · 14.000–1.001 TCN  | Thiên niên kỷ 14 TCN · 14.000–1.001 TCN  | Thiên niên kỷ 14 TCN · 14.000–1.001 TCN  | Thiên niên kỷ 14 TCN · 14.000–1.001 TCN  |
| Thiên niên kỷ 13 TCN · 13.000–12.001 TCN | Thiên niên kỷ 13 TCN · 13.000–12.001 TCN | Thiên niên kỷ 13 TCN · 13.000–12.001 TCN | Thiên niên kỷ 13 TCN · 13.000–12.001 TCN | Thiên niên kỷ 13 TCN · 13.000–12.001 TCN | Thiên niên kỷ 13 TCN · 13.000–12.001 TCN | Thiên niên kỷ 13 TCN · 13.000–12.001 TCN | Thiên niên kỷ 13 TCN · 13.000–12.001 TCN | Thiên niên kỷ 13 TCN · 13.000–12.001 TCN | Thiên niên kỷ 13 TCN · 13.000–12.001 TCN | Thiên niên kỷ 13 TCN · 13.000–12.001 TCN |
| Thiên niên kỷ 12 TCN · 12.000–11.001 TCN | Thiên niên kỷ 12 TCN · 12.000–11.001 TCN | Thiên niên kỷ 12 TCN · 12.000–11.001 TCN | Thiên niên kỷ 12 TCN · 12.000–11.001 TCN | Thiên niên kỷ 12 TCN · 12.000–11.001 TCN | Thiên niên kỷ 12 TCN · 12.000–11.001 TCN | Thiên niên kỷ 12 TCN · 12.000–11.001 TCN | Thiên niên kỷ 12 TCN · 12.000–11.001 TCN | Thiên niên kỷ 12 TCN · 12.000–11.001 TCN | Thiên niên kỷ 12 TCN · 12.000–11.001 TCN | Thiên niên kỷ 12 TCN · 12.000–11.001 TCN |
| Thiên niên kỷ 11 TCN · 11.000–10.001 TCN | Thiên niên kỷ 11 TCN · 11.000–10.001 TCN | Thiên niên kỷ 11 TCN · 11.000–10.001 TCN | Thiên niên kỷ 11 TCN · 11.000–10.001 TCN | Thiên niên kỷ 11 TCN · 11.000–10.001 TCN | Thiên niên kỷ 11 TCN · 11.000–10.001 TCN | Thiên niên kỷ 11 TCN · 11.000–10.001 TCN | Thiên niên kỷ 11 TCN · 11.000–10.001 TCN | Thiên niên kỷ 11 TCN · 11.000–10.001 TCN | Thiên niên kỷ 11 TCN · 11.000–10.001 TCN | Thiên niên kỷ 11 TCN · 11.000–10.001 TCN |
| Thiên niên kỷ 10 TCN · 10.000–9001 TCN   | Thiên niên kỷ 10 TCN · 10.000–9001 TCN   | Thiên niên kỷ 10 TCN · 10.000–9001 TCN   | Thiên niên kỷ 10 TCN · 10.000–9001 TCN   | Thiên niên kỷ 10 TCN · 10.000–9001 TCN   | Thiên niên kỷ 10 TCN · 10.000–9001 TCN   | Thiên niên kỷ 10 TCN · 10.000–9001 TCN   | Thiên niên kỷ 10 TCN · 10.000–9001 TCN   | Thiên niên kỷ 10 TCN · 10.000–9001 TCN   | Thiên niên kỷ 10 TCN · 10.000–9001 TCN   | Thiên niên kỷ 10 TCN · 10.000–9001 TCN   |
| Thiên niên kỷ 9 TCN · 9000–8001 TCN      | Thiên niên kỷ 9 TCN · 9000–8001 TCN      | Thiên niên kỷ 9 TCN · 9000–8001 TCN      | Thiên niên kỷ 9 TCN · 9000–8001 TCN      | Thiên niên kỷ 9 TCN · 9000–8001 TCN      | Thiên niên kỷ 9 TCN · 9000–8001 TCN      | Thiên niên kỷ 9 TCN · 9000–8001 TCN      | Thiên niên kỷ 9 TCN · 9000–8001 TCN      | Thiên niên kỷ 9 TCN · 9000–8001 TCN      | Thiên niên kỷ 9 TCN · 9000–8001 TCN      | Thiên niên kỷ 9 TCN · 9000–8001 TCN      |
| Thiên niên kỷ 8 TCN · 8000–7001 TCN      | Thiên niên kỷ 8 TCN · 8000–7001 TCN      | Thiên niên kỷ 8 TCN · 8000–7001 TCN      | Thiên niên kỷ 8 TCN · 8000–7001 TCN      | Thiên niên kỷ 8 TCN · 8000–7001 TCN      | Thiên niên kỷ 8 TCN · 8000–7001 TCN      | Thiên niên kỷ 8 TCN · 8000–7001 TCN      | Thiên niên kỷ 8 TCN · 8000–7001 TCN      | Thiên niên kỷ 8 TCN · 8000–7001 TCN      | Thiên niên kỷ 8 TCN · 8000–7001 TCN      | Thiên niên kỷ 8 TCN · 8000–7001 TCN      |
| Thiên niên kỷ 7 TCN · 7000–6001 TCN      | Thiên niên kỷ 7 TCN · 7000–6001 TCN      | Thiên niên kỷ 7 TCN · 7000–6001 TCN      | Thiên niên kỷ 7 TCN · 7000–6001 TCN      | Thiên niên kỷ 7 TCN · 7000–6001 TCN      | Thiên niên kỷ 7 TCN · 7000–6001 TCN      | Thiên niên kỷ 7 TCN · 7000–6001 TCN      | Thiên niên kỷ 7 TCN · 7000–6001 TCN      | Thiên niên kỷ 7 TCN · 7000–6001 TCN      | Thiên niên kỷ 7 TCN · 7000–6001 TCN      | Thiên niên kỷ 7 TCN · 7000–6001 TCN      |
| Thiên niên kỷ 6 TCN · 6000–5001 TCN      | Thiên niên kỷ 6 TCN · 6000–5001 TCN      | Thiên niên kỷ 6 TCN · 6000–5001 TCN      | Thiên niên kỷ 6 TCN · 6000–5001 TCN      | Thiên niên kỷ 6 TCN · 6000–5001 TCN      | Thiên niên kỷ 6 TCN · 6000–5001 TCN      | Thiên niên kỷ 6 TCN · 6000–5001 TCN      | Thiên niên kỷ 6 TCN · 6000–5001 TCN      | Thiên niên kỷ 6 TCN · 6000–5001 TCN      | Thiên niên kỷ 6 TCN · 6000–5001 TCN      | Thiên niên kỷ 6 TCN · 6000–5001 TCN      |
| Thiên niên kỷ 5 TCN · 5000–4001 TCN      | Thiên niên kỷ 5 TCN · 5000–4001 TCN      | Thiên niên kỷ 5 TCN · 5000–4001 TCN      | Thiên niên kỷ 5 TCN · 5000–4001 TCN      | Thiên niên kỷ 5 TCN · 5000–4001 TCN      | Thiên niên kỷ 5 TCN · 5000–4001 TCN      | Thiên niên kỷ 5 TCN · 5000–4001 TCN      | Thiên niên kỷ 5 TCN · 5000–4001 TCN      | Thiên niên kỷ 5 TCN · 5000–4001 TCN      | Thiên niên kỷ 5 TCN · 5000–4001 TCN      | Thiên niên kỷ 5 TCN · 5000–4001 TCN      |
| Thiên niên kỷ 4 TCN · 4000–3001 TCN      | Thiên niên kỷ 4 TCN · 4000–3001 TCN      | Thiên niên kỷ 4 TCN · 4000–3001 TCN      | Thiên niên kỷ 4 TCN · 4000–3001 TCN      | Thiên niên kỷ 4 TCN · 4000–3001 TCN      | Thiên niên kỷ 4 TCN · 4000–3001 TCN      | Thiên niên kỷ 4 TCN · 4000–3001 TCN      | Thiên niên kỷ 4 TCN · 4000–3001 TCN      | Thiên niên kỷ 4 TCN · 4000–3001 TCN      | Thiên niên kỷ 4 TCN · 4000–3001 TCN      | Thiên niên kỷ 4 TCN · 4000–3001 TCN      |
| ---------------------------------------- | ---------------------------------------- | ---------------------------------------- | ---------------------------------------- | ---------------------------------------- | ---------------------------------------- | ---------------------------------------- | ---------------------------------------- | ---------------------------------------- | ---------------------------------------- | ---------------------------------------- |
| Thế kỷ 40 TCN                            |                                          |                                          |                                          |                                          |                                          |                                          |                                          |                                          |                                          |                                          |
| Thế kỷ 39 TCN                            |                                          |                                          |                                          |                                          |                                          |                                          |                                          |                                          |                                          |                                          |
| Thế kỷ 38 TCN                            |                                          |                                          |                                          |                                          |                                          |                                          |                                          |                                          |                                          |                                          |
| Thế kỷ 37 TCN                            |                                          |                                          |                                          |                                          |                                          |                                          |                                          |                                          |                                          |                                          |
| Thế kỷ 36 TCN                            |                                          |                                          |                                          |                                          |                                          |                                          |                                          |                                          |                                          |                                          |
| Thế kỷ 35 TCN                            |                                          |                                          |                                          |                                          |                                          |                                          |                                          |                                          |                                          |                                          |
| Thế kỷ 34 TCN                            |                                          |                                          |                                          |                                          |                                          |                                          |                                          |                                          |                                          |                                          |
| Thế kỷ 33 TCN                            |                                          |                                          |                                          |                                          |                                          |                                          |                                          |                                          |                                          |                                          |
| Thế kỷ 32 TCN                            |                                          |                                          |                                          |                                          |                                          |                                          |                                          |                                          |                                          |                                          |
| Thế kỷ 31 TCN                            |                                          |                                          |                                          |                                          |                                          |                                          |                                          |                                          |                                          |                                          |
| Thiên niên kỷ 3 TCN · 3000–2001 TCN      |                                          |                                          |                                          |                                          |                                          |                                          |                                          |                                          |                                          |                                          |
| Thế kỷ 30 TCN                            |                                          |                                          |                                          |                                          |                                          |                                          |                                          |                                          |                                          |                                          |
| Thế kỷ 29 TCN                            |                                          |                                          |                                          |                                          |                                          |                                          |                                          |                                          |                                          |                                          |
| Thế kỷ 28 TCN                            |                                          |                                          |                                          |                                          |                                          |                                          |                                          |                                          |                                          |                                          |
| Thế kỷ 27 TCN                            |                                          |                                          |                                          |                                          |                                          |                                          |                                          |                                          |                                          |                                          |
| Thế kỷ 26 TCN                            |                                          |                                          |                                          |                                          |                                          |                                          |                                          |                                          |                                          |                                          |
| Thế kỷ 25 TCN                            |                                          |                                          |                                          |                                          |                                          |                                          |                                          |                                          |                                          |                                          |
| Thế kỷ 24 TCN                            |                                          |                                          |                                          |                                          |                                          |                                          |                                          |                                          |                                          |                                          |
| Thế kỷ 23 TCN                            |                                          |                                          |                                          |                                          |                                          |                                          |                                          |                                          |                                          |                                          |
| Thế kỷ 22 TCN                            |                                          |                                          |                                          |                                          |                                          |                                          |                                          |                                          |                                          |                                          |
| Thế kỷ 21 TCN                            |                                          |                                          |                                          |                                          |                                          |                                          |                                          |                                          |                                          |                                          |
| Thiên niên kỷ 2 TCN · 2000–1001 TCN      |                                          |                                          |                                          |                                          |                                          |                                          |                                          |                                          |                                          |                                          |
| Thế kỷ 20 TCN                            |                                          |                                          |                                          |                                          |                                          |                                          |                                          |                                          |                                          |                                          |
| Thế kỷ 19 TCN                            |                                          |                                          |                                          |                                          |                                          |                                          |                                          |                                          |                                          |                                          |
| Thế kỷ 18 TCN                            | Thập niên 1790 TCN                       | Thập niên 1780 TCN                       | Thập niên 1770 TCN                       | Thập niên 1760 TCN                       | Thập niên 1750 TCN                       | Thập niên 1740 TCN                       | Thập niên 1730 TCN                       | Thập niên 1720 TCN                       | Thập niên 1710 TCN                       | Thập niên 1700 TCN                       |
| Thế kỷ 17 TCN                            | Thập niên 1690 TCN                       | Thập niên 1680 TCN                       | Thập niên 1670 TCN                       | Thập niên 1660 TCN                       | Thập niên 1650 TCN                       | Thập niên 1640 TCN                       | Thập niên 1630 TCN                       | Thập niên 1620 TCN                       | Thập niên 1610 TCN                       | Thập niên 1600 TCN                       |
| Thế kỷ 16 TCN                            | Thập niên 1590 TCN                       | Thập niên 1580 TCN                       | Thập niên 1570 TCN                       | Thập niên 1560 TCN                       | Thập niên 1550 TCN                       | Thập niên 1540 TCN                       | Thập niên 1530 TCN                       | Thập niên 1520 TCN                       | Thập niên 1510 TCN                       | Thập niên 1500 TCN                       |
| Thế kỷ 15 TCN                            | Thập niên 1490 TCN                       | Thập niên 1480 TCN                       | Thập niên 1470 TCN                       | Thập niên 1460 TCN                       | Thập niên 1450 TCN                       | Thập niên 1440 TCN                       | Thập niên 1430 TCN                       | Thập niên 1420 TCN                       | Thập niên 1410 TCN                       | Thập niên 1400 TCN                       |
| Thế kỷ 14 TCN                            | Thập niên 1390 TCN                       | Thập niên 1380 TCN                       | Thập niên 1370 TCN                       | Thập niên 1360 TCN                       | Thập niên 1350 TCN                       | Thập niên 1340 TCN                       | Thập niên 1330 TCN                       | Thập niên 1320 TCN                       | Thập niên 1310 TCN                       | Thập niên 1300 TCN                       |
| Thế kỷ 13 TCN                            | Thập niên 1290 TCN                       | Thập niên 1280 TCN                       | Thập niên 1270 TCN                       | Thập niên 1260 TCN                       | Thập niên 1250 TCN                       | Thập niên 1240 TCN                       | Thập niên 1230 TCN                       | Thập niên 1220 TCN                       | Thập niên 1210 TCN                       | Thập niên 1200 TCN                       |
| Thế kỷ 12 TCN                            | Thập niên 1190 TCN                       | Thập niên 1180 TCN                       | Thập niên 1170 TCN                       | Thập niên 1160 TCN                       | Thập niên 1150 TCN                       | Thập niên 1140 TCN                       | Thập niên 1130 TCN                       | Thập niên 1120 TCN                       | Thập niên 1110 TCN                       | Thập niên 1100 TCN                       |
| Thế kỷ 11 TCN                            | Thập niên 1090 TCN                       | Thập niên 1080 TCN                       | Thập niên 1070 TCN                       | Thập niên 1060 TCN                       | Thập niên 1050 TCN                       | Thập niên 1040 TCN                       | Thập niên 1030 TCN                       | Thập niên 1020 TCN                       | Thập niên 1010 TCN                       | Thập niên 1000 TCN                       |
| Thiên niên kỷ 1 TCN · 1000–1 TCN         |                                          |                                          |                                          |                                          |                                          |                                          |                                          |                                          |                                          |                                          |
| Thế kỷ 10 TCN                            | Thập niên 990 TCN                        | Thập niên 980 TCN                        | Thập niên 970 TCN                        | Thập niên 960 TCN                        | Thập niên 950 TCN                        | Thập niên 940 TCN                        | Thập niên 930 TCN                        | Thập niên 920 TCN                        | Thập niên 910 TCN                        | Thập niên 900 TCN                        |
| Thế kỷ 9 TCN                             | Thập niên 890 TCN                        | Thập niên 880 TCN                        | Thập niên 870 TCN                        | Thập niên 860 TCN                        | Thập niên 850 TCN                        | Thập niên 840 TCN                        | Thập niên 830 TCN                        | Thập niên 820 TCN                        | Thập niên 810 TCN                        | Thập niên 800 TCN                        |
| Thế kỷ 8 TCN                             | Thập niên 790 TCN                        | Thập niên 780 TCN                        | Thập niên 770 TCN                        | Thập niên 760 TCN                        | Thập niên 750 TCN                        | Thập niên 740 TCN                        | Thập niên 730 TCN                        | Thập niên 720 TCN                        | Thập niên 710 TCN                        | Thập niên 700 TCN                        |
| Thế kỷ 7 TCN                             | Thập niên 690 TCN                        | Thập niên 680 TCN                        | Thập niên 670 TCN                        | Thập niên 660 TCN                        | Thập niên 650 TCN                        | Thập niên 640 TCN                        | Thập niên 630 TCN                        | Thập niên 620 TCN                        | Thập niên 610 TCN                        | Thập niên 600 TCN                        |
| Thế kỷ 6 TCN                             | Thập niên 590 TCN                        | Thập niên 580 TCN                        | Thập niên 570 TCN                        | Thập niên 560 TCN                        | Thập niên 550 TCN                        | Thập niên 540 TCN                        | Thập niên 530 TCN                        | Thập niên 520 TCN                        | Thập niên 510 TCN                        | Thập niên 500 TCN                        |
| Thế kỷ 5 TCN                             | Thập niên 490 TCN                        | Thập niên 480 TCN                        | Thập niên 470 TCN                        | Thập niên 460 TCN                        | Thập niên 450 TCN                        | Thập niên 440 TCN                        | Thập niên 430 TCN                        | Thập niên 420 TCN                        | Thập niên 410 TCN                        | Thập niên 400 TCN                        |
| Thế kỷ 4 TCN                             | Thập niên 390 TCN                        | Thập niên 380 TCN                        | Thập niên 370 TCN                        | Thập niên 360 TCN                        | Thập niên 350 TCN                        | Thập niên 340 TCN                        | Thập niên 330 TCN                        | Thập niên 320 TCN                        | Thập niên 310 TCN                        | Thập niên 300 TCN                        |
| Thế kỷ 3 TCN                             | Thập niên 290 TCN                        | Thập niên 280 TCN                        | Thập niên 270 TCN                        | Thập niên 260 TCN                        | Thập niên 250 TCN                        | Thập niên 240 TCN                        | Thập niên 230 TCN                        | Thập niên 220 TCN                        | Thập niên 210 TCN                        | Thập niên 200 TCN                        |
| Thế kỷ 2 TCN                             | Thập niên 190 TCN                        | Thập niên 180 TCN                        | Thập niên 170 TCN                        | Thập niên 160 TCN                        | Thập niên 150 TCN                        | Thập niên 140 TCN                        | Thập niên 130 TCN                        | Thập niên 120 TCN                        | Thập niên 110 TCN                        | Thập niên 100 TCN                        |
| Thế kỷ 1 TCN                             | Thập niên 90 TCN                         | Thập niên 80 TCN                         | Thập niên 70 TCN                         | Thập niên 60 TCN                         | Thập niên 50 TCN                         | Thập niên 40 TCN                         | Thập niên 30 TCN                         | Thập niên 20 TCN                         | Thập niên 10 TCN                         | Thập niên 0 TCN                          |
| Thiên niên kỷ 1 · 1–1000                 |                                          |                                          |                                          |                                          |                                          |                                          |                                          |                                          |                                          |                                          |
| Thế kỷ 1                                 | Thập niên 0                              | Thập niên 10                             | Thập niên 20                             | Thập niên 30                             | Thập niên 40                             | Thập niên 50                             | Thập niên 60                             | Thập niên 70                             | Thập niên 80                             | Thập niên 90                             |
| Thế kỷ 2                                 | Thập niên 100                            | Thập niên 110                            | Thập niên 120                            | Thập niên 130                            | Thập niên 140                            | Thập niên 150                            | Thập niên 160                            | Thập niên 170                            | Thập niên 180                            | Thập niên 190                            |
| Thế kỷ 3                                 | Thập niên 200                            | Thập niên 210                            | Thập niên 220                            | Thập niên 230                            | Thập niên 240                            | Thập niên 250                            | Thập niên 260                            | Thập niên 270                            | Thập niên 280                            | Thập niên 290                            |
| Thế kỷ 4                                 | Thập niên 300                            | Thập niên 310                            | Thập niên 320                            | Thập niên 330                            | Thập niên 340                            | Thập niên 350                            | Thập niên 360                            | Thập niên 370                            | Thập niên 380                            | Thập niên 390                            |
| Thế kỷ 5                                 | Thập niên 400                            | Thập niên 410                            | Thập niên 420                            | Thập niên 430                            | Thập niên 440                            | Thập niên 450                            | Thập niên 460                            | Thập niên 470                            | Thập niên 480                            | Thập niên 490                            |
| Thế kỷ 6                                 | Thập niên 500                            | Thập niên 510                            | Thập niên 520                            | Thập niên 530                            | Thập niên 540                            | Thập niên 550                            | Thập niên 560                            | Thập niên 570                            | Thập niên 580                            | Thập niên 590                            |
| Thế kỷ 7                                 | Thập niên 600                            | Thập niên 610                            | Thập niên 620                            | Thập niên 630                            | Thập niên 640                            | Thập niên 650                            | Thập niên 660                            | Thập niên 670                            | Thập niên 680                            | Thập niên 690                            |
| Thế kỷ 8                                 | Thập niên 700                            | Thập niên 710                            | Thập niên 720                            | Thập niên 730                            | Thập niên 740                            | Thập niên 750                            | Thập niên 760                            | Thập niên 770                            | Thập niên 780                            | Thập niên 790                            |
| Thế kỷ 9                                 | Thập niên 800                            | Thập niên 810                            | Thập niên 820                            | Thập niên 830                            | Thập niên 840                            | Thập niên 850                            | Thập niên 860                            | Thập niên 870                            | Thập niên 880                            | Thập niên 890                            |
| Thế kỷ 10                                | Thập niên 900                            | Thập niên 910                            | Thập niên 920                            | Thập niên 930                            | Thập niên 940                            | Thập niên 950                            | Thập niên 960                            | Thập niên 970                            | Thập niên 980                            | Thập niên 990                            |
| Thiên niên kỷ 2 · 1001–2000              |                                          |                                          |                                          |                                          |                                          |                                          |                                          |                                          |                                          |                                          |
| Thế kỷ 11                                | Thập niên 1000                           | Thập niên 1010                           | Thập niên 1020                           | Thập niên 1030                           | Thập niên 1040                           | Thập niên 1050                           | Thập niên 1060                           | Thập niên 1070                           | Thập niên 1080                           | Thập niên 1090                           |
| Thế kỷ 12                                | Thập niên 1100                           | Thập niên 1110                           | Thập niên 1120                           | Thập niên 1130                           | Thập niên 1140                           | Thập niên 1150                           | Thập niên 1160                           | Thập niên 1170                           | Thập niên 1180                           | Thập niên 1190                           |
| Thế kỷ 13                                | Thập niên 1200                           | Thập niên 1210                           | Thập niên 1220                           | Thập niên 1230                           | Thập niên 1240                           | Thập niên 1250                           | Thập niên 1260                           | Thập niên 1270                           | Thập niên 1280                           | Thập niên 1290                           |
| Thế kỷ 14                                | Thập niên 1300                           | Thập niên 1310                           | Thập niên 1320                           | Thập niên 1330                           | Thập niên 1340                           | Thập niên 1350                           | Thập niên 1360                           | Thập niên 1370                           | Thập niên 1380                           | Thập niên 1390                           |
| Thế kỷ 15                                | Thập niên 1400                           | Thập niên 1410                           | Thập niên 1420                           | Thập niên 1430                           | Thập niên 1440                           | Thập niên 1450                           | Thập niên 1460                           | Thập niên 1470                           | Thập niên 1480                           | Thập niên 1490                           |
| Thế kỷ 16                                | Thập niên 1500                           | Thập niên 1510                           | Thập niên 1520                           | Thập niên 1530                           | Thập niên 1540                           | Thập niên 1550                           | Thập niên 1560                           | Thập niên 1570                           | Thập niên 1580                           | Thập niên 1590                           |
| Thế kỷ 17                                | Thập niên 1600                           | Thập niên 1610                           | Thập niên 1620                           | Thập niên 1630                           | Thập niên 1640                           | Thập niên 1650                           | Thập niên 1660                           | Thập niên 1670                           | Thập niên 1680                           | Thập niên 1690                           |
| Thế kỷ 18                                | Thập niên 1700                           | Thập niên 1710                           | Thập niên 1720                           | Thập niên 1730                           | Thập niên 1740                           | Thập niên 1750                           | Thập niên 1760                           | Thập niên 1770                           | Thập niên 1780                           | Thập niên 1790                           |
| Thế kỷ 19                                | Thập niên 1800                           | Thập niên 1810                           | Thập niên 1820                           | Thập niên 1830                           | Thập niên 1840                           | Thập niên 1850                           | Thập niên 1860                           | Thập niên 1870                           | Thập niên 1880                           | Thập niên 1890                           |
| Thế kỷ 20                                | Thập niên 1900                           | Thập niên 1910                           | Thập niên 1920                           | Thập niên 1930                           | Thập niên 1940                           | Thập niên 1950                           | Thập niên 1960                           | Thập niên 1970                           | Thập niên 1980                           | Thập niên 1990                           |
| Thiên niên kỷ 3 · 2001–3000              |                                          |                                          |                                          |                                          |                                          |                                          |                                          |                                          |                                          |                                          |
| Thế kỷ 21                                | Thập niên 2000                           | Thập niên 2010                           | Thập niên 2020                           | Thập niên 2030                           | Thập niên 2040                           | Thập niên 2050                           | Thập niên 2060                           | Thập niên 2070                           | Thập niên 2080                           | Thập niên 2090                           |